# Hängflygning
Hängflygning (eller drakflygning) är en flygsport som är besläktad med skärmflygning och segelflygning. Den utförs med hjälp av en luftfarkost kallad hängglidare (engelska: hang glider), bestående av en vinge tillverkad i aluminium och textil, vari piloten sitter fastspänd med hjälp av en sele och styr genom att flytta den egna kroppsvikten i förhållande till vingen, så kallad tyngdpunktsstyrning. Start och landning sker till fots. Vissa piloter tävlar professionellt medan de flesta har flygningen som hobby. Hängglidaren med utrustning har under 1900-talets andra hälft utvecklats från enkla hängglidare lämpliga för att glida utför mindre backar och kullar till betydligt mera avancerade med bekväma selar och mycket lättmanövrerade vingar med kapacitet för flygning på hög höjd under tiotals timmar och över mycket långa sträckor (rekordet är idag ca 700 km).

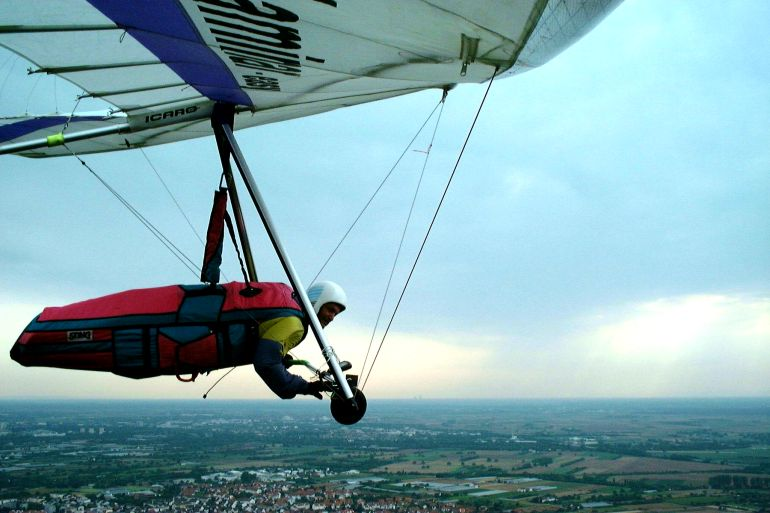
En modern hängglidare i luften

## Att flyga

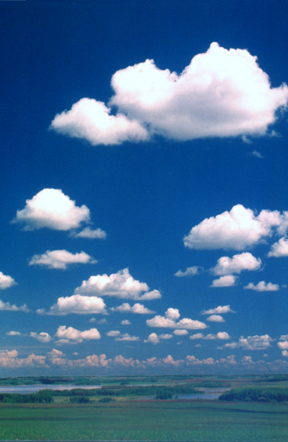
Bra hängflygningsväder.

Med en hängglidare kan man ta sig upp i luften till fots genom en springstart utför en backe eller genom att bogseras upp av markbaserad eller flygande draghjälp. Bland de mer exotiska startteknikerna återfinns exempelvis nedsläpp från varmluftsballong.
När man hängflyger styr man sin vinge genom att förflytta sig själv (och därmed också hela ekipagets tyngdpunkt) åt det håll man vill svänga. Vill man dyka och därmed öka farten flyttar man kroppen framåt för att sänka nosen på vingen. Att skjuta sig framåt eller bakåt ger således en verkan motsvarande ett höjdroder. 360-graderssvängar kan utföras med mycket mindre diameter än vad till exempel ett traditionellt segelflygplan klarar av.
Piloter kan idag flyga i många timmar om de söker upp varma uppvindar, vilket kallas för termikflygning. Hittar man en uppvind kan man ligga och svänga i denna för att nå högre höjder och när man väl bemästrar metoden att färdas från uppvind till uppvind kan man färdas många mil. Dessa uppvindar känns igen av den erfarne piloten via molnens form och rörelser samt markens egenskaper. Bra hängflygningsväder indikeras exempelvis av välformade cumulusmoln med mörk botten.
Uppvindar kan även orsakas av annat än termik. De uppvindar som är enklast att utnyttja är de som uppkommer då en relativt stark vind tvingas upp av en bergvägg eller sluttning. Hängflygare kan då som det heter hangflyga fram och tillbaka längs med lovartsidan av berget eller sluttningen. En annan vanlig typ av uppvindar uppkommer när en vind trycks upp mot och förbi ett berg för att därefter ta formen av en lävåg på läsidan av berget med omväxlande uppvindar och fallvindar (sjunkområden). 

## Säkerhet och utbildning
Hängflygning har som sport ansetts vara tämligen farlig sedan sin tillblivelse på grund av de många allvarliga haverier som inträffat. Dagens hängglidare som tillverkats i moderna material av certifierade fabrikanter är dock tämligen stadiga och förhållandevis säkra. De kan dock skadas och försämras om de används vid upprepade tillfällen under kraftig turbulens, utsätts för förslitning och påkänningar vid inte helt felfria landningar eller tas om hand på ett olämpligt sätt i övrigt.
Alla moderna vingar har en anordning för att underlätta urgång ur stall vilket innebär ökad säkerhet. En fallskärm tillhör dessutom standardutrustningen för hängflygarpiloter. Denna utlöses på relativt hög höjd när man hamnat eller riskerar att hamna i ett okontrollerbart läge och är konstruerad för att bära både piloten och hängglidaren. Piloterna använder också hjälm och till utrustningen hör ofta en första hjälpen-låda, kniv, rep och kommunikationsradio.
En viktig faktor som ökat sportens säkerhet väsentligt är den utbildning som idag krävs för att få hängflyga. Tidiga piloter lärde sig bemästra sporten egenhändigt och deras misstag har bidragit till den kunskap som licensierade instruktörer har idag har. En kanske lika viktig faktor för sportens säkerhet är att piloterna under utbildningen skaffar sig ett riskmedvetande och en attityd till flygningen som gagnar flygsäkerheten.
I Sverige måste man ha fyllt 15 år innan man får påbörja en hängflygningsutbildning och man kan inte få en licens innan man fyllt 16. Så länge man är frisk och har ett normalt psyke finns ingen övre åldersgräns. Utbildningen omfattar ett antal moment som ska klaras av för de olika behörigheterna och dessa avslutas alltid med en praktisk och teoretisk examination. De licenser som kan lösas ut efter momenten är elevlicens och pilotlicens. Elevlicensen får man efter grundutbildningen om man betalat sin avgift och löst medlemskap i en godkänd klubb samt tecknat en försäkring. Pilotlicensen får man genom påbyggnadskurser, vidare teoretiska studier och en större praktisk erfarenhet. Båda dessa licenser förnyas varje år efter det att man visat upp att man genomfört ett visst antal starter eller flugit ett antal timmar. Anledningen till detta är att man inte ska förlora sina flygkunskaper, som lätt kan bli förlegade om man inte flugit under en längre tid.
Grundkursen i en hängflygarutbildning kostar omkring 10 000 kronor och omfattar träning av starter, svängar, landning och flygning i en backe. Dessa genomförs ofta med lättflugna skolvingar som man liksom övrig utrustning lånar under kursen. Man har också föreläsningar i aerodynamik, meteorologi, materielkunskap och flygsäkerhet. I grundkursen ingår dessutom en uppföljningshelg där utrustning och instruktörer finns på plats och man har där möjligheten att flyga in sig på mellanstadievingar. Den inledande utbildningen tar cirka 4–5 dagar. Utbildning och examination sköts av en instruktör godkänd och utbildad av Svenska Hängflygförbundet. Grundkursen utgör en liten bråkdel av den totala utbildningen man behöver för att kunna flyga självständigt (utan instruktörs närvaro).

## Hängflygningens historia
De tidigaste försöken att konstruera hängglidare inspirerades direkt av fåglarna men utföll inte särskilt väl. Problemet var att de tidigaste flygpionjärerna inte förstod de grundläggande principerna till varför flygning över huvud taget var möjlig och experimenten slutade oftast med störtningar.
Arabiska och amerikanska historiker har dock hittat åtminstone två redogörelser för någorlunda lyckade flygförsök; dessa utfördes redan på 800-talet i Spanien av en viss morisk kemist och uppfinnare vid namn Abbas Ibn Firnas. Hans första experiment var ett fallskärmshopp med en enorm vingliknande duk år 852, hans andra skedde 875 när han flög med en hängglidare med vingar. Det är möjligt att man sedan hörde talas om Ibn Firnas och hans vingliknande fallskärm i England när korsriddare kom hem från krigen med morerna. En munk vid namn William av Malmesbury har vittnat om ett försök av sin munkkollega Eilmer av Malmesbury som bröt benet efter att ha flugit från taket på sitt kloster i England någon gång i början på 1000-talet.

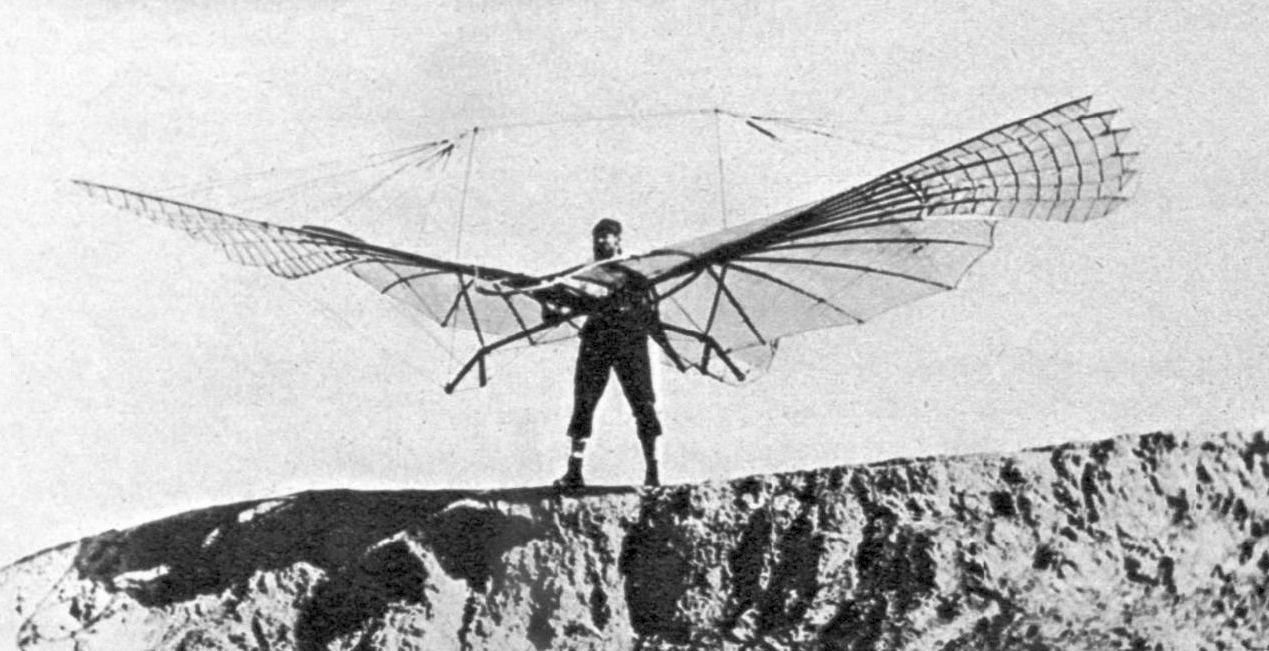
Otto Lilienthals första dokumenterade och kontrollerade flygförsök. ~ Tidigt 1890-tal.

År 1638 flög Hezarfen Ahmet Celebi från det 66 meter höga Galatatornet i Istanbul. Det sägs att hans flygtur var framgångsrik och att han landade ungefär 500 meter därifrån.
Det var inte förrän slutet på 1800-talet som vingkonstruktionen utvecklats så långt att man kunde bygga de första lätta och praktiska hängglidarna. En av periodens mest kända flygpionjärer var tysken Otto Lilienthal. Han förbättrade flygfarkosterna avsevärt under 1890-talet. Han experimenterade bland annat med en ny flygteknik baserad på tyngdpunktsmanövrering och svävade tjugotals meter ovan marken med sina experimentvingar. Han dokumenterade dessutom allt sitt arbete mycket noggrant vilket är anledningen till att hans inflytande på senare piloter blev så stort.
År 1909 skrev Carl S. Bates en artikel vid namn "Hur man bygger en glidare" (eng: "How to Build a Glider".) Artikeln publicerades i tidningen Popular Mechanics samma år och gav så småningom upphov till hundratals nya konstruktioner.

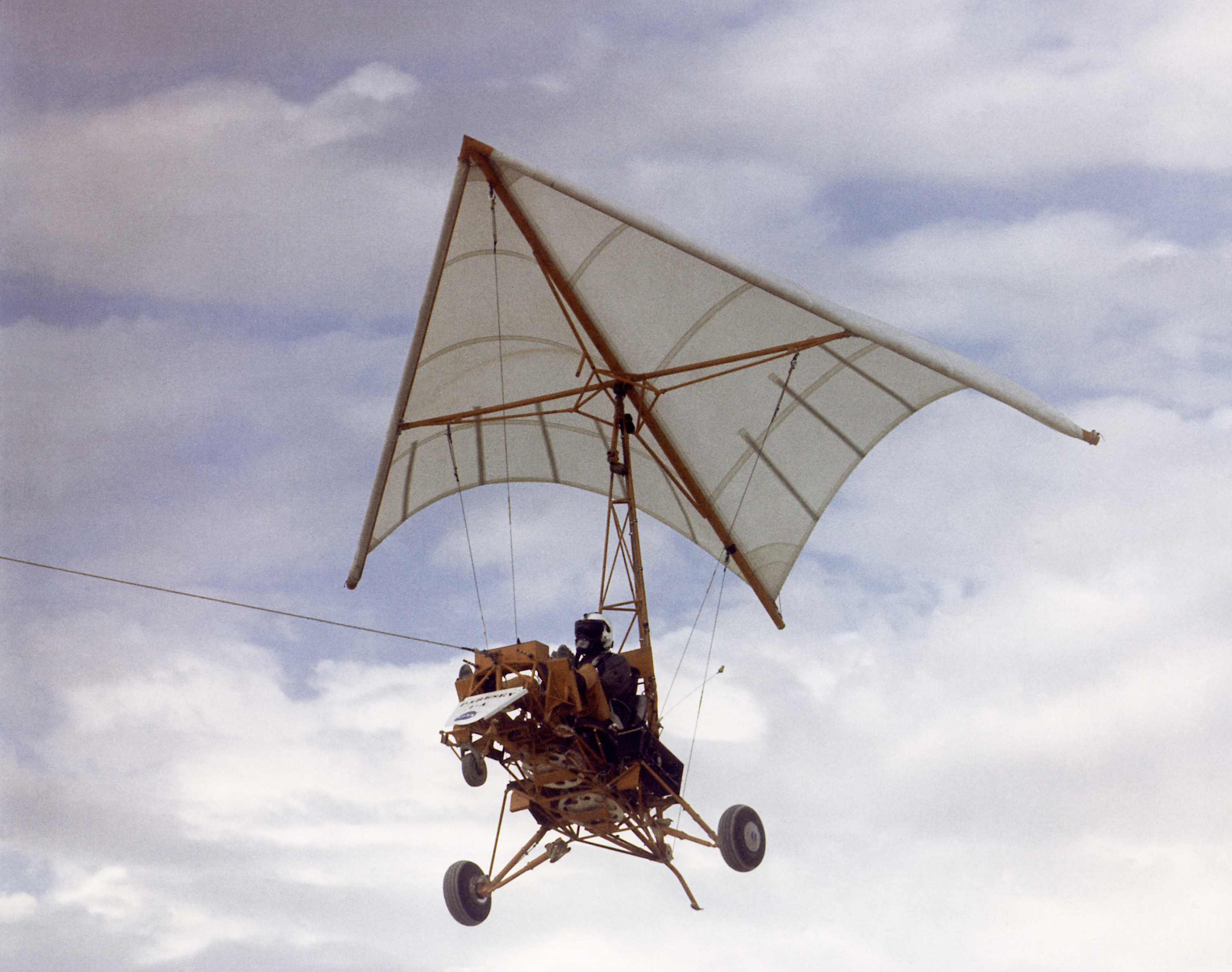
Nasas glidare bogseras upp.

Under flygets utveckling gav man snart upp tanken på tyngdpunktstyrning då man ansåg att den var opraktisk för större farkoster och det var mest i Tyskland som man fortsatte att utföra experiment med hängglidare efter andra världskriget. Idén återuppväckas dock runt om i världen i samband med ett amerikanskt rymdforskningsprojekt på 60-talet. Francis Rogallo hade 1948 uppfunnit nya "drakar" som likt Lilienthals vingar styrdes med tyngdpunktsförflyttning. Konstruktionen hos dem var mycket enkel. Den bestod bara av några rör och en helt rörlig segelduk som hölls upp av fartvinden. Denna i huvudsak triangulära vinge kom sedermera att kallas för 'rogallovinge'. Rogallovingens popularitet blev dock kortvarig då den var relativt instabil. Med dagens mått hade den heller inga goda prestanda. En del piloter utförde emellertid riktiga bedrifter med den och den anses vara mycket viktig för framtida hängglidares utveckling då den bland annat visat att tyngdpunktsstyrning fungerade bra som styrmetod.
Många stora steg i hängflygningsutvecklingen togs under 1970-talet av personer som Richard Miller och John Dickenson. Det var också då de flesta utövarna slutade att använda begreppet "drakflyg". Anledningen var att flygplanet inte längre såg ut som en drake, den började allt mer likna konventionella flygplan. Många nya modeller kom ut på marknaden och på 1980-talet började hängglidarna likna dem vi har idag. Genom införandet av en mer flygplanslik och fastare vingprofil i aluminium samt en rad andra utprovade aerodynamiska finesser är dagens hängglidare både stabila och säkra. Den typ av olyckor som skapade den allmänna uppfattningen om "drakflyget" som en livsfarlig sport under rogalloepoken förekommer över huvud taget inte med nytillverkade högprestandavingar.

## Utrustning

### Vingen
En hängflygarvinge (eller hängglidare) väger mellan 15 och 40 kg och har en spännvidd på ca 10 meter. Vingytan kan vara mellan 13 och 17 kvadratmeter. Vingen är uppbyggd av en fast ram i aluminium samt en segelduk i textil. Ramen, som också är hopfällbar, får en stark bärande konstruktion med hjälp av vajrar och de flesta hängglidare ska vara godkända för en belastning på minst 8g, det vill säga 8 gånger flygvikten (vilket är samma som för ett jaktplan typ Viggen). 
I Sverige talar man oftast om tre typer av vingar: nybörjarvingen, mellanstadievingen och högprestandavingen. Nybörjarvingar köps vanligtvis i samband med ens utbildning. Under påbyggnadsutbildningar erbjuds man pröva mellanstadievingar för att sedan köpa eller hyra en sådan tills man övat upp sig tillräckligt för att slutligen skaffa sig en högprestandavinge. Dessa utmärker sig för sin kvalité, styrkänslighet samt kvickhet och rekommenderas således inte till nybörjare.

### Selen
Selen man använder ser oftast ut som en sovsäck eller puppa vari man ligger fastspänd under vingen. Den är även försedd med en räddningsskärm i en bröstficka och brukar ha plats för packutrustning för vingen, flygradio, kamera/telefon, första hjälpen och dricka.

## Instrument
För att maximera sin förståelse för hur ens vinge flyger har många en lång rad instrument till sitt förfogande. En variometer i kombination med höjdmätare (altimeter) är standard för många piloter, och sedan slutet på 90-talet har GPS använts flitigt vid långdistansflygningar. Vissa mer avancerade piloter använder också lufthastighetsmätare och en flygradio för att kommunicera med andra piloter i luften. Eftersom hängflygare saknar instrumentbrädor monteras alla tillbehör direkt på ramen.

### Variometer
En variometer är en mycket känslig vertikal hastighetsmätare vars syfte är att hjälpa piloten hitta och stanna i 'kärnan' av uppåtvindarna för även om man kan känna accelerationen när man möter termik kan det vara svårt att tydligt urskilja uppåtvindarna från de nedåtgående. En variometer mäter förändringar i lufttrycket och räknar om informationen den får till stig- eller sjunkhastighet som redovisas på instrumentets display. Vanligast är att instrumentet indikerar hur snabbt man sjunker med ljud och visuella signaler och mäter då hastigheten i meter per sekund eller feet per minut. Dessa elektroniska apparater har varierande kvalité, men inkluderar ofta en höjdmätare och en lufthastighetsindikator.

### GPS
GPS är en nödvändig accessoar under sträckflygstävlingar där det krävs att man vet om man lyckats passera en av de vägpunkter som man ska korsa innan man nått det slutgiltiga målet. Innan GPS:en introducerades hade liknande distanstävlingar bara ett mål som hittades och kändes igen med hjälp av karta och bild.
Vissa använder dessutom GPS för att spåra sin flygtur och analysera sin teknik från marken med hjälp av dataprogram. Informationen kan också användas för att undvika förbjudet luftrum. Nyligen har man också lyckats dela med sig av sina flygturer och informationen man får via sin GPS via 3d-spår i Google Earth.

## Prestanda (2006)
Med varje generation av material samt de förbättringar som sker i aerodynamiken följer en förbättring av hängflygarvingarnas prestanda även så. Prestanda mäts bland annat genom att se till hur snabbt man förlorar höjd i förhållande till hur långt man glider. Måttet 12:1 betyder i sammanhanget att man i lugna vindförhållanden glider 12 meter för varje meter man förlorar i höjd. Det bör dock noteras att detta mått kan vara ganska otillförlitligt när det gäller hängflygare då den beror på pilotens vikt, pilotens position, selens och hjälmens utformning samt placeringen av pilotens övriga instrument. En hängflygare har dock vanligtvis en prestanda mellan ~17:1 och ~20:1 med en topphastighet på 120–145 km/h. Den optimala hastigheten för kontroll och stabilitet ligger mellan 45 och 60 km/h.

## Kostnader
- Utrustning: En komplett utrustning (som är lämplig för en nybörjare) med vinge, sele, hjälm och räddningsskärm kan man hitta ett begagnat paket för omkring 10 000–25 000 kr, men om man köper helt nytt så kan en vinge kosta mellan 35 000 och 120 000, sele 9000–15 000, nödskärm cirka 4000 och hjälm 1500–2000 kr. Det är inte ovanligt att ett par stycken piloter delar på en utrustning den första tiden. Vissa klubbar hyr även ut utrustning.

- Utbildning: Grundkursen kostar cirka 10 000 kronor. Påbyggnadsutbildningarna varierar i pris och har ofta rullande taxa som beror på hur många dagar man deltar. Priset på dessa brukar dock vara ungefär 1000 kronor per dag.

## Jämförelse med skärmflygning
Skärmflygning och Hängflygning är två intimt besläktade sporter som ofta misstas för varandra. Utrustningen i de respektive sporterna skiljer sig dock väsentligt från varandra i bland annat beteende och pris. Nedan följer en redogörelse för några av dessa skillnader:
|                       | Skärmflygare | Hängflygare |
| Vingstruktur:         | fullkomligt flexibel med en form som upprätthålls av lufttrycket och de linor som förbinder piloten med vingen | upprätthållen med hjälp av en stel ram som avgör formen på vingen, den kollapsar därför inte under turbulens                                                                     |
| Pilotens position:    | sittande i en sele | vanligtvis liggande i en pupp-liknande sele hängande under vingen, vissa modeller möjliggör sittande                                                                             |
| Hastighet:            | långsammare och därför lättare att få upp i luften och styra i mer stillsamma förhållanden, kan bli instabil under turbulens, oförmögen att dyka för högre hastigheter                                                                 | kan dyka, är därför mycket snabbare och lättare att få upp i luften samt styra under starkare väderförhållanden då den har bättre vindpenetration och kan åka ifrån dåligt väder |
| Glidning:             | sämre glidprestanda, svårare att åka långt med | bättre glidprestanda, lätt att åka långt med |
| Landningsmöjligheter: | behöver bara ett mindre område och erbjuder därför större möjligheter för landning, är också behändigare att bära tillbaka till närmsta väg                                                                                            | större landningsområde krävs, men når fler platser på grund av överlägsen glidförmåga                                                                                            |
| Inlärningskurva:      | lättare att lära sig rent tekniskt, piloten övar sig genom praktiska och teoretiska delkurser, det behövs dock lång erfarenhet för att veta var och när det är lämpligt att flyga , tandemövningar med instruktör är relativt sällsynt | pilotens färdigheter tränas genom praktiska och teoretiska delkurser både på marken och i luften, ibland genom glidning i små backar eller tandemövningar med instruktör         |
| Behändighet:          | lättare att transportera och förvara, lättare att bära och snabbare att rigga upp och ned | mer opraktisk att transportera och förvara, svårare att bära och svårare att rigga upp och ned                                                                                   |
| Kostnad:              | billigare men mindre slitstark | dyrare men mer slitstark |

## Tävlingar
De första hängflygningstävlingarna involverade ofta försök att vara luftburen så länge som möjligt samt svåra platslandningar. Med prestandautvecklingen har dock dessa moment bytts ut mot sträckflygningstävlingar där målet är att korsa två till fyra brytpunkter innan landning vid ett utsatt mål. Det hela går naturligtvis på tid och missar man någon av brytpunkterna kan flera minuter tillkomma på den egna tiden. Introduceringen av GPS har hjälpt sporten mycket och gjort att fotografier av landningsplatser och dylikt bytts ut helt. VM i hängflyg hålls en gång vartannat år, årets anordnas i Big Spring, TexasWorld Championship. Hängflygning är också en av tävlingskategorierna i World Air Games som organiseras av Fédération Aéronautique Internationale (World Air Sports Federation – FAI).
Svenska hängflygförbundet arrangerar med sina medlemsklubbar SM i hängflyg, diverse rankingtävlingar och en distansliga som löper under termiksäsongen. Svenska piloter brukar också deltaga under de Nordiska mästerskapen, Europa mästerskapen samt Världsmästerskapen. De större mästerskapen hålls under en veckas tid medan rankingtävlingarna brukar begränsas till blott 2–3 dagar. Under de tävlingsdagar då vädret tillåter det genomförs ett heat, ett sådant består av en bestämd bana med brytpunkter som måste passeras. Banans längd och brytpunkternas placering bestäms innan heatet startas av tävlingsledningen. I tävlingar som hålls i Sverige används vanligtvis flygbogsering som startmetod, men utomlands är det lika vanligt att tävlingar hålls med backstart som startmetod från något berg.
Hängflygningstävlingar kan också handla om aerobatik, det vill säga konstflygning med hängglidare.